# Avicennia tonduzzii
Avicennia tonduzzii es una especie de manglar perteneciente a la familia Acanthaceae.  Se encuentra en los  manglares desde Costa Rica a Colombia.

## Descripción
Son árboles, que alcanzan un tamaño de 11,5 m de altura; ramillas y ramas delgadas, obtuso tetragonal o subteretes, articulado, las partes más jóvenes densamente enmarañados. Hojas numerosas, de color verde brillante y algo brillantes por encima, gris debajo, oblonga o alargadas-oblongas a elípticas, de 7,3 a 17 cm de largo y 1.6 a 4.8 cm de ancho, enteras. Las inflorescencias axilares y terminales, paniculadas, de 3-6 cm de largo y de ancho, por lo general con regularidad varios ramificado desde la base, las ramas, con muchas flores.

## Taxonomía
Avicennia tonduzzii fue descrita por Harold Norman Moldenke y publicado en Phytologia 1(8): 273–274. 1938.
Etimología
Avicennia: nombre genérico otorgado en honor del científico y filósofo persa Avicena.
tonduzzii: epíteto